# Jose D. Leon Guerrero Commercial Port
Jose D. Leon Guerrero Commercial Port är en hamn i Guam (USA).   Den ligger i kommunen Piti, i den västra delen av Guam, 9 km väster om huvudstaden Hagåtña.  Den ligger på ön Cabras Island på norra sidan av hamnområdet Apra Harbor.